# Cori Shepherd Stern
Cori Shepherd Stern (Texas, 29 de janeiro de 1968) é uma produtora cinematográfica americana. Como reconhecimento, foi nomeada ao Oscar 2013 na categoria de Melhor Documentário em Curta-metragem por Open Heart.